# Symmachia
Symmachia (stgr. συμμαχία – pomoc, przymierze dla wspólnej walki) – w starożytnej Grecji sojusz, związek obronny lub zaczepno-obronny państw (polis), tworzony w obliczu wspólnych wyzwań lub przeciwnika. 
Zawierający przymierze sojusznicy zobowiązywali się do uznawania tych samych wrogów i przyjaciół. Porozumienie dotyczyło też wspólnych uzgodnień w trakcie prowadzenia wojny lub podczas zawierania pokoju. W symmachii istotną rolę często odgrywała hegemonia jednego z państw sojuszniczych, któremu jako najsilniejszemu przekazywano przywództwo. Dla koordynacji działań zwykle powoływano synedrion (radę naczelną).  
Wczesną symmachią był np. Związek Panhelleński zawarty w 481 r. p.n.e. dla odparcia najazdu perskiego. W historii starożytnej do najbardziej znanych należały:
- Związek Peloponeski
- Ateński Związek Morski (zwany też Związkiem Delijskim)
- Związek Beocki
- Związek Achajski
- Związek Etolski

Silna rywalizacja dwóch pierwszych symmachii doprowadziła Greków do niszczących dwóch wojen peloponeskich  i spowodowała wrogi podział świata greckiego, na długo utrwalając jego polityczny dualizm.  
Inną postacią takiego sojuszu była epimachia (ἐπιμαχία) zawierana przez państwa greckie wyłącznie w celach obronnych; na jej odmienny charakter zwraca uwagę Tukidydes (Wojna peloponeska I 44,1; V 48,2).